# Abadom

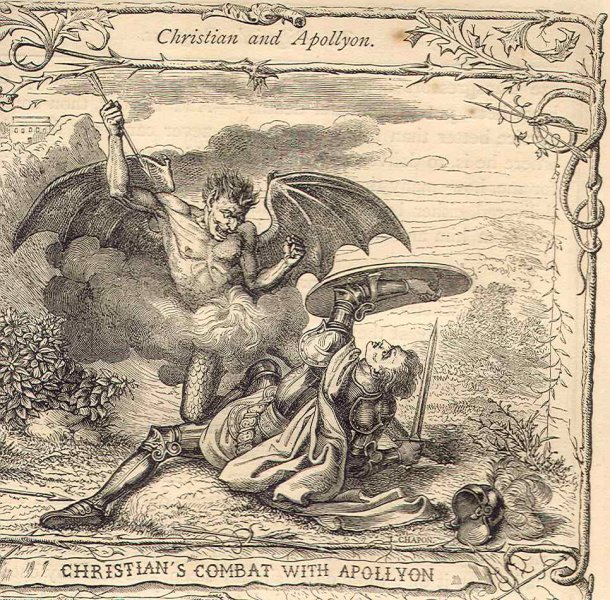
Apollyon (topo) batalhando Cristão em O Peregrino de John Bunyan.

Abadom (em hebraico:  אֲבַדּוֹן, 'Ǎḇaddōn) é um termo hebraico que tem o significado de “destruição” ou "destruidor". Na Bíblia hebraica, o termo figura seis vezes, todas elas na literatura de sabedoria em Jó 26:6, Jó 28:22, Jó 31:12, Salmo 88:11, Provérbios 15:11, Provérbios 27:20. No Novo Testamento a palavra é aplicada apenas em Apocalipse 9:11. Na Bíblia Hebraica, abaddon é usado como referência a um abismo sem fim, geralmente próximo a sheol (שאול). No Novo Testamento, em Apocalipse 9, um anjo chamado Abadom é descrito como o rei do abismo sem fim de onde emerge um exército de gafanhotos (Apocalipse 9:11).

## Literatura e Ficção
Abaddon é mencionado pela personagem principal do filme Altered States ("Viagens Alucinantes", 1980), durante uma de suas "alucinações".
- Abaddon é o Chefe do séquito do Príncipe planetário Caligástia. Abaddon escolheu seguir Caligástia e se unir à rebelião na época do ocorrido, há aproximadamente 600 anos atrás.[3]
- Apollyon ou Abaddon é um dos principais antagonistas no livro A Batalha do Apocalipse, do escritor brasileiro Eduardo Spohr.
- Abaddon é um chefe do jogo Castlevania Dawn of Sorrow, da plataforma Nintendo DS, no qual ele toma a forma de um gafanhoto humanoide demoníaco.
- Abaddon é um chefe do jogo Final Fantasy ,aparece em vários jogos da série,tendo uma aparência demoníaca e insectóide.
- Abaddon também é o quinto livro da série Left Behind, numa clara referência à profecia do livro de Apocalipse.
- Abaddon também é um herói na modificação de Warcraft III, Defense of the Ancients e em sua recente sequência Dota 2.[4]
- Abaddon também é o Demónio Maior combatido por Clary, Jace, Alec e Isabelle no livro Cidade dos Ossos de Cassandra Clare.
- Abadon, também aparece na série de televisão Supernatural, como um dos cavaleiros do inferno.
- Abaddon também é um personagem na série de jogos Darksiders.
- Abaddon aparece sob o nome de Apollyon e também é referido como The Destroyer (O Destruidor, em tradução literal) no jogo The Binding of Isaac, sendo adicionado na DLC "Afterbirth †" em 2017.